# Dysdera hungarica atra
Dysdera hungarica là một phân loài nhện trong họ Dysderidae.
Loài này thuộc chi Dysdera. Dysdera hungarica atra được miêu tả năm 1979 bởi Mcheidze.